# Le Mouret
Le Mouret é uma comuna da Suíça, no Cantão Friburgo, com cerca de 2.779 habitantes. Estende-se por uma área de 18,47 km², de densidade populacional de 150 hab/km². Confina com as seguintes comunas: Ependes, Ferpicloz, La Roche, Plasselb, Sankt Silvester, Senèdes, Tentlingen, Treyvaux, Villarsel-sur-Marly.
A língua oficial nesta comuna é o Francês.